# Буф, Уолтер
Уолтер Буф (12 июля 1869, Вустер — 1938, Бирмингем) — британский кинематографист начала XX века.

## Биография
Уолтер Буф родился 12 июля 1869 года в Вустере. В 1890-х годах он уехал в Лондон и основал там компанию «Египетский коридор». В 1899 году Буф начал работать продюсером фильмов Роберта Пола, который снял фильмы «Падение вниз, или Права мух» (1899) и «Железнодорожное столкновение» (1900). Также Пол в 1901 году снял мультфильм «Дьявол в студии» — одну из первых анимационных работ. Также это касается Жоржа Мельеса — трюки Мельеса помогли Буфу снять фильмы «Путешествие в Арктику» в 1903 году и «Загадочный автомобилист» в 1906 году. В 1906 году Буф начал работать в компании Charles Urban Trading Company. Он снимал фильмы в саду Айслуорфа вместе с Гарольдом Бастиком. Также Буф снял самые первые британские мультфильмы «Рука художника» (1906), «Скрипучие ножницы» (1907) и «Когда дьявол за рулём» (1907). По рассказам Жюля Верна были сняты фильмы «Уничтожитель дирижаблей» (1909) и «Воздушная субмарина» (1910). Компанию Буф покинул в 1915 году и начал снимать собственные фильмы. Уолтер Буф умер в 1938 году в Бирмингеме.

## Фильмография
- 1901 год — Скрудж, или Призрак Марли
- 1903 год — Чрезвычайные автомобильные аварии
- 1906 год — Загадочный автомобилист